# Фестон
Фесто́н (фр. feston, итал. festone, от лат. festus — праздничный) — в декоративно-прикладном искусстве, рисунке, живописи и орнаментальной гравюре, а также в оформлении текстильных изделий, декоративный мотив в виде выступа наподобие закруглённого зубца. Обычно является частью ламбрекена. Ряд фестонов образует зубчатый или волнистый край. Фестончатый орнамент встречается в истории искусства с XIII в. в резьбе по дереву и камню, в оформлении тканых завес и одежды, иногда в виде трифолиев (трилистников) или ступенчатых пирамидок. В формулировке В. И. Даля: «округлые городки, зубцы; вырезка, вышивка, накладка городками».
В XVII веке, в стилях Людовика XIII и Людовика XIV во Франции и в искусстве барокко в Италии, мотив фестона приобрёл классическое значение, его повторяли на самых разных изделиях, в том числе из металла, в росписи фаянса, на вышивках и кружевах. В архитектуре аналогичным термином называли мотив гирлянды. Дальнейшее развитие декоративный мотив фестона получил в эпоху французского Регентства и стиля рококо, а также за пределами Франции.
О «фестончиках» в «Мёртвых душах» Н. В. Гоголя беседуют «во всех отношениях приятная дама и просто приятная дама».

## Галерея
- Фестоны кивория в интерьере Собора Святого Петра в Риме. 1624—1633. Архитектор Дж. Л. Бернини
- Фестоны кивория базилики Санта-Мария-Маджоре в Риме. Проект архитектора Ф. Фуга. 1747
- Фестоны ламбрекенов, или «подзоров». XIX в. Франция. Дерево, резьба
- Ламбрекены с фестонами в текстильных изделиях
- Фестоны кружева «ретичелла». Конец XVI в. Италия